# Black Wings of Destiny
Black Wings of Destiny è il secondo album in studio del gruppo symphonic black metal statunitense Dragonlord, pubblicato nel 2005.
Il disco è stato registrato pressi Studio Fredman a Göteborg, in Svezia.

## Tracce CD
1. The Becoming of (strumentale) – 1:18 (musica: Ramirez, Peterson)
2. The Curse of Woe – 5:40 (testo: James, Peterson – musica: Peterson)
3. Revelations – 5:53 (testo: James, Peterson – musica: Ramirez, Peterson, Livingston)
4. Sins of Allegiance – 6:50 (testo: James, Peterson – musica: Ramirez, Peterson, Smyth)
5. Until the End – 4:04 (testo: James, Peterson – musica: Peterson, Livingston)
6. Mark of Damnation – 5:13 (testo: James, Peterson – musica: Peterson, Livingston)
7. Blood Voyeur – 4:34 (testo: James, Peterson – musica: Peterson, Livingston)
8. Fallen – 4:37 (testo: James, Peterson – musica: Smyth)
9. Black Funeral (cover dei Mercyful Fate) – 2:37 (Sherman, Diamond, Denner)
10. Emerald (Thin Lizzy cover) (cover dei Thin Lizzy) – 3:39 (Downey, Robertson, Lynott, Gorham)

### Tracce bonus edizione giapponese
1. Blood Voyeur (2003 demo version)
2. Mark of Damnation (2003 demo version)

## Formazione

### Gruppo
- Eric Peterson – voce, chitarra
- Steve Smyth – chitarra
- Derrick Ramirez – basso
- Lyle Livingston – tastiere
- Jon Allen – batteria

### Produzione
- Eric Peterson – produzione, direzione artistica
- Fredrik Nordström – produzione, missaggio
- Travis Smith – artwork, design
- Steve Jennings – fotografia